# Státní převrat
Státní převrat neboli puč, někdy se též používá francouzského výrazu coup d'état ( [kudeˈta]IPA), je (často násilné) svržení vlády a převzetí politické moci ve státě. Pučisté tvoří obvykle malou skupinu (například vysocí vojenští důstojníci). Převrat či puč je úspěšný, pokud se pučistům podaří převzít moc a dosáhnout konsolidace nového režimu.
Pučisté se zpravidla zmocní výkonné moci a podřídí si jak zákonodárnou, tak soudní moc.
Existují různé definice puče a hodnocení konkrétní politické události jako puče (nebo revoluce, povstání, atd.) většinou závisí na míře osobních sympatií pozorovatele vůči stávajícímu režimu, nebo vůči pučistům.

## Etymologie
Původ slova puč je ve švýcarsko-německém slově putsch (česky prásk), odkud přešlo do jiných jazyků (jako i anglicky the putsch, francouzsky le putsch), jako označení lidových povstání ve Švýcarsku proti industrializaci počátkem 19. století – jako Curyšský puč 1839, Usterská bouře 1832 proti strojům. Užívá se též výraz coup d'état, původem z francouzštiny.

## Historie

### Příklady
Úspěšným pučem byl například Napoleonův převrat v roce 1851, bolševická revoluce v říjnu 1917 v Rusku, Kaddáfího převrat v Libyi roku 1969 nebo roku 1999 Mušarafův převrat v Pákistánu.
Mezi neúspěšné převraty se pak řadí nacistický tzv. pivní puč v Bavorsku, pokus o atentát na Hitlera, pokus o státní převrat ve Španělsku (1981) (Golpe de estado), převrat v roce 1991 v tehdejším Sovětském svazu, pokus o převrat roku 2016 v Turecku, nebo útok příznivců Donalda Trumpa na americký Kapitol v roce 2021. Útok příznivců Donalda Trumpa nesplňuje definici převratu nebo povstání jak bylo napsáno. Podle Cambridgeského slovníku je povstání definováno jako: „organizovaný pokus skupiny lidí porazit vládu a zmocnit se vlády nad zemí, většinou násilím.“ Důkazy, že k žádnému pokusu o převrat nedošlo, potvrdila i FBI. 